# Boris II. Bolgarski
Boris II. (bolgarsko Борис II [Boris II])  je bil car Prvega bolgarskega cesarstva, ki je vladal od leta 969 do 977 (od leta 971 v bizantinskem ujetništvu), * okoli 931, † 977.

## Vladanje
Boris je bil najstarejši živeči sin cesarja Petra I. Bolgarskega in Marije (Irene) Lekapene, vnukinje bizantinskega cesarja Romana I. Lekapena. Rojen je bil okoli leta 931 med obiskom njegove matere v Konstantinoplu.
O njem ni nič znanega do leta 968, ko je odšel v Konstantinopel na mirovna pogajanja s cesarjem Nikiforjem II. Fokasom. Na pogajanjih je bil domnevno častni talec. Sprti strani sta s pogajanji poskušali končati dolgoletne spore in se skupaj obrniti proti knezu Svjatoslavu I. Kijevskemu katerega je bizantinski cesar naščuval proti Bolgarom. Leta 969 so Rusi ponovno porazili Bolgare. Peter I. se je odpovedal prestolu in se umaknil v samostan.  Okoliščine njegovega odstopa niso povsem jasne.  Borisu II. so dovolili vrnitev v domovino in zasesti očetov prestol.  Kasnejši bizantinski zgodovinar Ivan Skilica trdi, da sta Boris in brat Roman pobegnila  iz Konstantinopla po tako imenovanem uporu Komitopulov v Makedoniji.
Boris II. se ni mogel ustaviti kijevskega prodiranja in bil zato prisiljen sprejeti Svjatoslava Kijevskega za svojega zaveznika, prevzeti vlogo marionetnega vladarja in se obrniti proti Bizantincem. Kijevski pohod v bizantinsko Trakijo se je končal s porazom  pri Arkadiopolu in bizantinskim protiudarom proti severu. Bizantinci so vdrli v Mezijo in oblegali bolgarsko prestolnico Preslav. Trdnjavo so kljub temu, da so jo  branili Bolgari in Kijevčani, uspeli osvojiti. Cesar Ivan I. Cimisk je Borisa II. ujel in nadaljeval zasledovanje kijevske vojske. V Drăstăru (Silistra) je oblegal Svjatoslava in se razglasil za Borisovega zaveznika in zaščitnika. Do bolgarskega monarha se je vedel z dolžnim spoštovanjem. Po Svjatoslavovem umiku v Kijev, se je bizantinski cesar leta 971 zmagoslavno vrnil v Konstantinopel.  Bolgariji ni dal svobode, ki jo je obljubljal, ampak je s seboj pripeljal Borisa II., njegovo družino in bolgarsko dvžavno zakladnico. Boris je na javni slovesnosti  obredno odložil svoje cesarske insignije in v zameno dobil bizantinski dvorni naslov magister. Bolgarsko ozemlje v Trakiji in spodnji Meziji je postalo bizantinsko in dobilo bizantinske guvernerje.
Slovesnost leta 971 naj bi pomenila simboličen konec Bolgarskega cesarstva. Bizantincem kljub temu ni uspelo vzpostaviti svoje oblasti v zahodnih bolgarskih provincah.  V njih so še vedno vladali bolgarski guvernerji, med katerimi so izstopali bratje Komitopuli (grško Kometopouloi, grofovi sinovi): David, Mojzes, Aron in Samuel.  Njihovo gibanje so imeli bizantinski cesarji za  upor, sebe pa za regente ujetega Borisa II..  Ker so bratje začeli vdirati na ozemlje pod bizantinsko oblastjo, so Bizantinci preko svojih guvernerjev poskušali kompromitirati vodje upora. V ta namen so dovolili Borisu II. in njegovemu bratu Romanu pobeg iz častnega ujetništva v upanju, da bo njun prihod v Bolgarijo povzročil razkol med Komitopuliji in drugimi bolgarskimi voditelji. Boris in Roman sta leta 977 poskušala prestopiti bolgarsko mejo. Borisa so imeli gluhi in nemi bolgarski obmejni stražarji za Bizantinca in ga ubili. Romanu se je uspelo predstaviti neki drugi straži in Bolgari so ga  sprejeli za svojega carja.

## Družina
Poročen je bil z neznano ženo, s katero je imel več otrok, med njimi verjetno tudi
- neimenovano hčerko, leta 968 zaročeno z bizantinskim cesarjem Bazilijem II.
- neimenovano hčerko, leta 968 zaročeno z bizantinskim cesarjem Konstantinom VIII.

## Vira
- John V.A. Fine mlajši.  The Early Medieval Balkans. Ann Arbor, 1983.
- Jordan Andreev, Ivan Lazarov, Plamen Pavlov. Koj koj e v srednovekovna Bălgarija. Sofija, 1999.

| Boris II. Bolgarski Krumova dinastija Rojen: okoli 931 Umrl: 977 |                                   |                  |
| Vladarski nazivi                                                 |                                   |                  |
| Predhodnik: Peter I.                                             | Car Bolgarskega cesarstva 969-977 | Naslednik: Roman |